# Francisco Albornoz Gallegos
Francisco Javier Albornoz Gallegos (Santiago, 18 de mayo de 2004-Santiago, 24 de mayo de 2025) fue un joven chileno que desapareció en la capital chilena la noche del 23 de mayo de 2025 y fue encontrado sin vida el 3 de junio en la ribera del río Tinguiririca (región de O'Higgins), tras la declaración de Christian Alexander González Morales, con quien había aceptado reunirse esa noche.

## Biografía
Se graduó en 2024 de técnico de farmacia y comienza a trabajar en una farmacia en Las Condes. Su familia lo describe como «cariñoso y cuidadoso, muy tranquilo».

## Desaparición
Francisco deja su departamento en el centro de Santiago la noche del 23 de mayo, con planes de juntarse con alguien que conoció a través de redes sociales; le responde a un amigo que estaba en un departamento en Ñuñoa, y más tarde comparte que comió cerdo y vomitó, lo que causó que su hermana le enviara un mensaje preguntando por qué lo comió si sabe que le hace mal. Él no ve el mensaje ni responde. La última ubicación de su celular se encuentra en las cercanías del Mall Plaza Egaña; otras personas intentaron contactarlo más tarde sin éxito.
En la mañana del 24 de mayo no aparece a su trabajo, lo que sorprende a sus conocidos pues lo describen como muy responsable, y su familia decide presentar una denuncia por presunta desgracia y compartir su foto por redes sociales buscando información. Su foto es compartida por organizaciones como el Movimiento de Integración y Liberación Homosexual (Movilh) tras creer que su desaparición podría estar relacionada con violencia homofóbica, con la información de que habría salido a una cita concertada por aplicación tras lo cual se pierde su rastro.

## Confesión
El 3 de junio Christian González Morales, médico de nacionalidad ecuatoriana, ingresó a la comisaría de Carabineros de Ñuñoa junto con su abogado y entregó información sobre el lugar donde se encontraba el cuerpo de Francisco Albornoz. Tras confirmar la información como verídica y la identificación del cuerpo por parte de la familia, quedó detenido en calidad de imputado.
González declaró frente a la fiscal y reconoció haber estado con Albornoz esa noche junto a otra persona, y que más tarde, cuando muere por causas que se investigan, deciden deshacerse del cuerpo, lo suben a un automóvil, manejan por la ciudad y luego salen de Santiago y lo lanzan a una quebrada en el mirador Lo Moscoso, en la comuna de Placilla, región de O'Higgins.

## Posible crimen de odio
Tras encontrarse su cuerpo, el Movilh, Fundación Iguales y otras organizaciones LGBT piden justicia y argumentan preocupación por el aumento de la violencia y discriminación contra la población LGBT.

## Actualidad
La causa de muerte no está clara y se encuentra bajo investigación. Inicialmente se manejaba la teoría de que podría haber sido una sobredosis de drogas.
El 4 de junio se detiene a un segundo involucrado.
Se maneja la posible premeditación en el actuar de los imputados en el crimen, según antecedentes que fueron filtrados a la prensa.